# 1993 a légi közlekedésben
Ez a lista az 1993-as év légi közlekedéssel kapcsolatos eseményeit tartalmazza.

## Események

### március
- március 5. – Szkopje közelében. A macedón Palair Macedonian Airlines légitársaság 301-es járata, egy Fokker 100-as típusú repülőgép röviddel a felszállást követően lezuhant. A gépen 92 utas és 5 fő személyzet tartózkodott, akik közül 83 fő életét vesztette és 14 fő különböző fokú sérülésekkel túlélte a katasztrófát.[1][2]

### július
- július 26. – Ungeo-hegy, Mokpo város közelében. Az Asiana Airlines légitársaság 733-as járata, egy Boeing 737-5L9-es típusú utasszállító repülőgép hegyoldalnak csapódik. A balesetben a gépen utazó 110 utas és 6 fő személyzet tagjai közül 68 fő életét veszti, 48 fő túléli a balesetet.[3][4]

### augusztus
- augusztus 28. – Khorugh repülőtér közelében. A Tajik Air EY-87995 lajstromjelű, Yakovlev Jak–40-es típusú repülőgépére a megengedettnél több utas szállt fel. A gép a terhelést nem bírta, ezért nem tudott felemelkedni. A kifutópálya végén emiatt nagy sebességgel több akadályba csapódott, végül a Pándzs-folyóba esett. A gépen 85 fő utas és 5 fős személyzet tartózkodott. Közülük 82 fő életét vesztette, 4 fő túlélte a balesetet.[5]

### szeptember
- szeptember 20. – Grúzia partjainál, Fekete-tenger. A levegőben támadás érte a Transair Georgia Tupoljev Tu–134A–3 típusú repülőgépét 22 utassal és  fő személyzettel a fedélzetén, mindenki életét vesztette.[6]
- szeptember 22., Grúzia partjainál, Fekete-tenger. Az Orbi Georgian Airways Tupoljev Tu–154B típusú repülőgépét szeparatisták rakétákkal eltalálták, 120 utassal és 12 fő személyzettel a fedélzetén. A támadásban 108-an vesztették életüket.[7]
- szeptember 23. – A Transair Georgia Tupoljev Tu–134A típusú repülőgépét tüzérségi támadás érte. A gépen utazó 24 utas és 6 fő személyzet közül 1 fő életét vesztette.[8]

### november
- november 20. – Ohrid közelében. Az orosz Aeroflot légitársaságtól lízingelt és az Avioimpex által üzemeltetett 110-es járat, egy Jakovlev Jak–42-es típusú repülőgép Délnyugat-Macedóniában pilótahiba miatt egy hegyoldalnak csapódott. A repülőgépen 108 fő utas, főleg jugoszláv állampolgárok, többségük albán nemzetiségű és 8 fős személyzet utazott. A személyzet tagjai közül 4 fő orosz állampolgárságú, 4 fő pedig macedón állampolgárságú volt. A gépen tartózkodók közül 115 fő életét vesztette a tragédiában, 1 szerb nemzetiségű ember túlélte a balesetet, őt súlyos, életveszélyes sérülésekkel szállították kórházba. Később belehalt sérüléseibe.[9]

### december
- december 15. – Tiszaújvárosban kéménynek ütközött egy mentőhelikopter, öten meghaltak.